# Kočičí kavárna

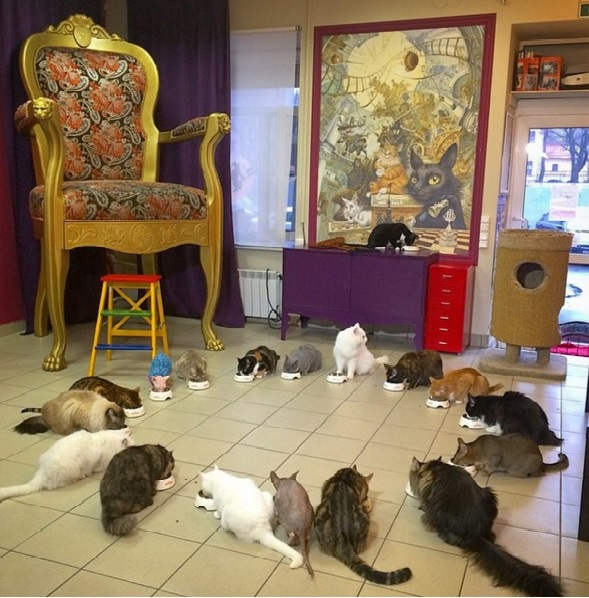
Kočičí kavárna „Cats Republic“ v ruském Petrohradě.

Kočičí kavárna je tematická kavárna, jejíž atrakcí jsou kočky, které lze pozorovat a hrát si s nimi. Návštěvníci obvykle platí vstupné, zpravidla hodinové, a proto lze kočičí kavárny považovat za formu půjčovny domácích zvířat pod dohledem.

## Historie
První kočičí kavárna na světě „Kočičí zahrada“ (貓花園, Mao chua-jüan) byla otevřena v roce 1998 v Tchaj-peji na Tchaj-wanu a nakonec se stala světovou turistickou atrakcí. Koncept kočičích kaváren zaznamenal rozmach především v Japonsku, kde byla v roce 2004 v Ósace otevřena první kočičí kavárna s názvem „Neko no džikan“ („Čas na kočky“). Vzhledem k rozloze a počtu obyvatel Japonska žije mnoho obyvatel v malých bytech nebo kondominiích, které neumožňují chov domácích zvířat, takže kočičí kavárny jsou velmi oblíbeným cílem mladých pracujících, kteří hledají jejich společnost a pohodlí. První kočičí kavárna v Tokiu, pojmenovaná „Neko no mise“ („Kočičí obchod“), byla otevřena v roce 2005. Poté popularita kočičích kaváren v Japonsku prudce vzrostla. Od roku 2005 do roku 2010 bylo v celé zemi založeno 79 kočičích kaváren.

## Asie

### Japonsko

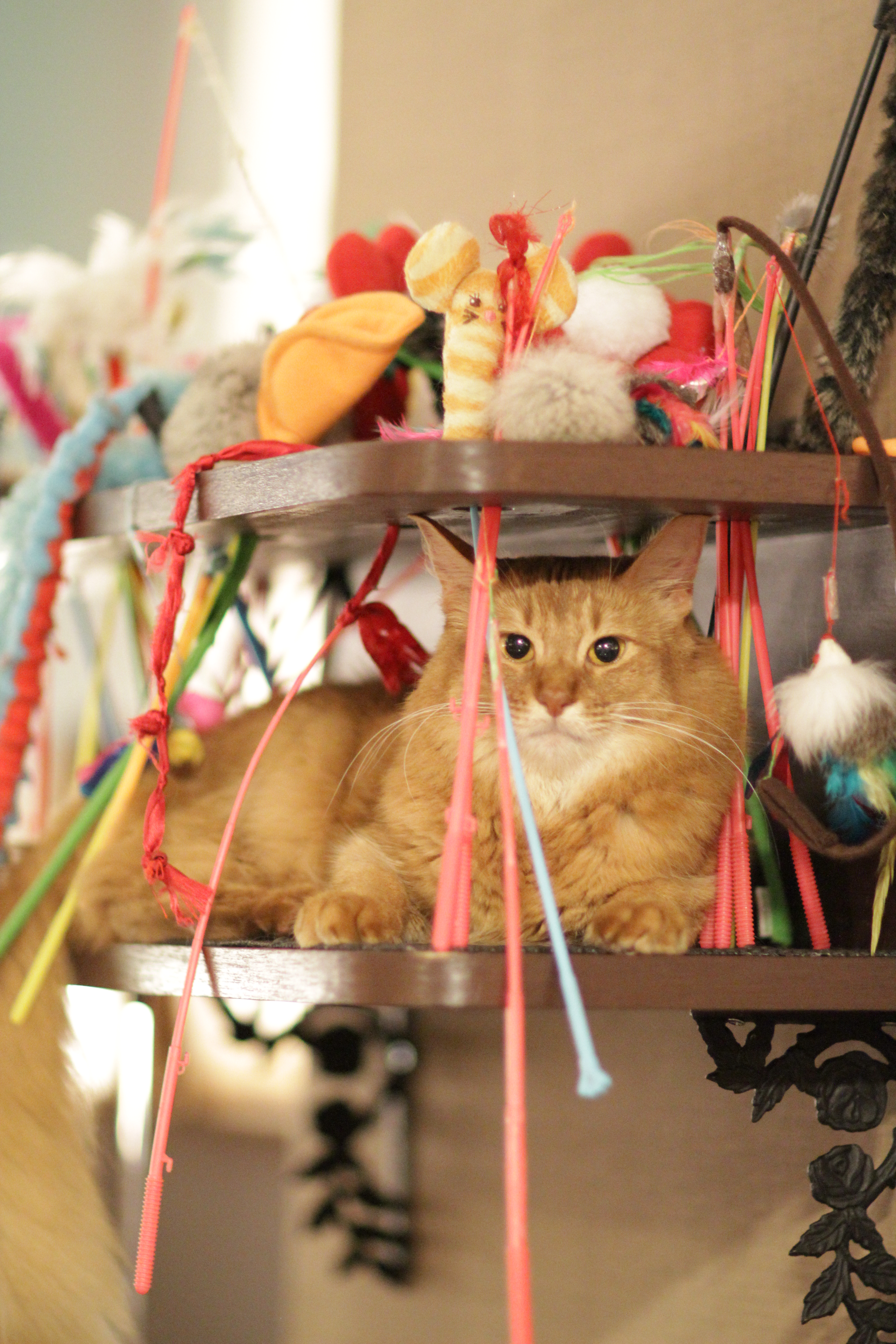
Somálská kočka v kočičí kavárně v Tokiu.

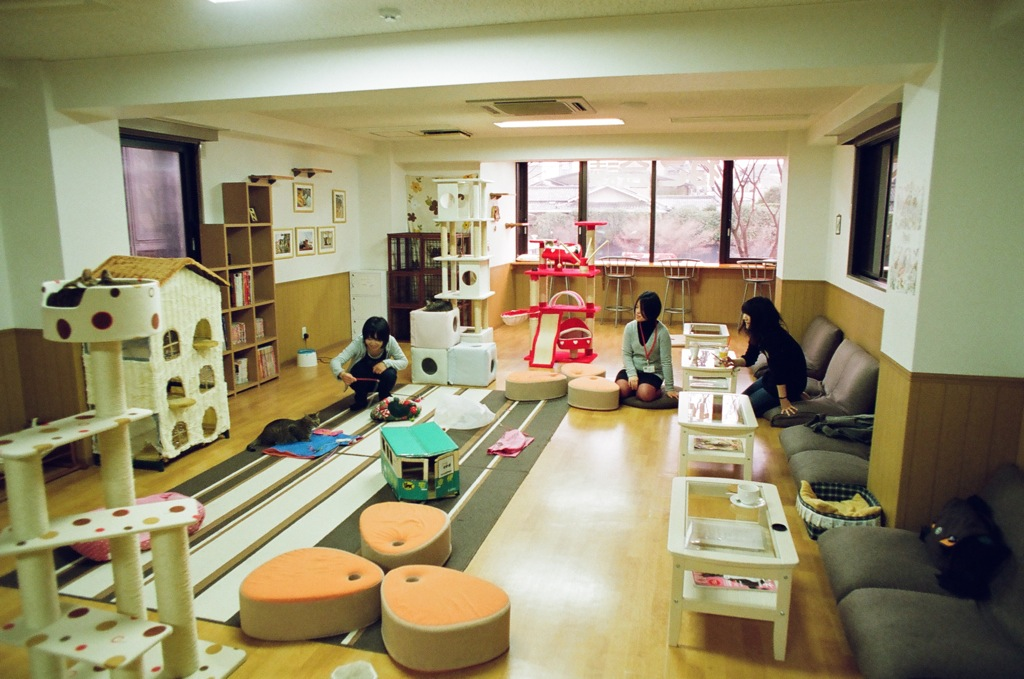
„Nekokaigi“, malá kočičí kavárna v Kjótu.

Kočičí kavárny jsou v Japonsku poměrně oblíbené. V roce 2015 bylo jen v Tokiu 58 kočičích kaváren. První z nich byla „Kočičí obchod“ (猫の店, Neko no mise) majitele Norimasy Hanady, která byla otevřena v roce 2005. Obliba kočičích kaváren v Japonsku je připisována skutečnosti, že v mnoha bytech jsou domácí zvířata zakázána a kočky poskytují pohodovou společnost v jinak stresujícím a osamělém městském životě. V Japonsku jsou běžné i jiné formy půjčoven domácích mazlíčků, například králičí kavárny.
V Japonsku existují různé typy kočičích kaváren. V některých jsou chovány specifické typy koček, jako jsou černé kočky, tlusté kočky, kočky vzácných plemen nebo bývalé toulavé kočky. Kočičí kavárny v Japonsku musí získat licenci a dodržovat tamní zákon o zacházení se zvířaty a jejich ochraně.
V japonských kočičích kavárnách platí přísná pravidla zajišťující dodržování hygieny a dobré životní podmínky zvířat. Zejména se snaží zajistit, aby kočky nebyly obtěžovány nadměrnou a nežádoucí pozorností, například malých dětí nebo při spánku. Mnoho kočičích kaváren se také snaží zvyšovat povědomí o tématech týkajících se životních podmínek koček, jako jsou opuštěné a toulavé kočky, a v mnoha z nich jsou často k vidění kočky z místních zvířecích útulků, které se tak zbavují strachu z lidí a jsou inzerovány k případné adopci. Od roku 2012 mohly být kočky v kavárnách navštěvovány do osmé hodiny večerní, ale v roce 2016 směrnice ministerstva životního prostředí tento limit prodloužila do desáté hodiny večerní.

### Singapur
První kočičí kavárnou v Singapuru je „Neko no niwa“ (česky „Kočičí zahrada“). Ve městě funguje nejméně pět kočičích kaváren.
Singapurské kočičí kavárny jsou regulovány a licencovány Singapurským zemědělsko-potravinářským a veterinárním úřadem a všechny jsou vázány „etickým kodexem“. Jednotlivci, kteří mají problémy s chovem koček, se mohou přihlásit do Společnosti pro ochranu koček, která pomáhá s úhradou lékařských poplatků a nákladů na sterilizaci nebo adopcí koček. Kočičí kavárny mají obvykle svůj vlastní specifický domovní řád.

### Jižní Korea
V Jižní Koreji je kočičích kaváren několik, převážně v Soulu. Kočičí kavárny v Jižní Koreji jsou velmi úspěšné jak mezi obyvateli, tak mezi turisty. Zákazníci si zde mohou kočky adoptovat.

### Tchaj-wan
Kočky jsou na Tchaj-wanu oblíbenými domácími mazlíčky a jejich populace v posledních letech rychle roste. První kočičí kavárna na světě s názvem „Kočičí zahrada“ byla otevřena v roce 1998 v Tchaj-peji, kde se nachází také luxusní „Cathy Hotel“ určený speciálně pro kočky. Koncept tchajwanských kočičích kaváren se poté rozšířil do Japonska a později do většiny dalších zemí světa.

### Thajsko
V Thajsku je několik kočičích kaváren, většinou v Bangkoku, například Cat Cafe by Dome, Cat Up Cafe a Purr Cat Cafe Club. V každé z nich se podává pečivo s malou nabídkou hlavních jídel a káva a čaj. Mnohé z nich mají speciální ceník na čas strávený mazlením s konkrétní kočkou. Ceny jsou obvykle o něco vyšší než ve většině ostatních kaváren. Všechny mají pravidla týkající se chování hostů ke kočkám a často chovají čistokrevné kočky.

### Spojené arabské emiráty
Kočičí kavárna je i v Umm Suqeimu v Dubaji. V roce 2018 ji zde založila místní podnikatelka.

### Indie
První indická kočičí kavárna Cat Café Studio byla otevřena v roce 2015 v bombajské čtvrti Versova. Všechny kočky v Cat Café Studio jsou starší kočky a kočky se speciálními potřebami, které zachránila nevládní organizace The Feline Foundation a jsou vhodné k adopci. Mateřskou společností je Zcyphher – An Independent Creative Agency, jejíž zakladatelé Mriidu Khosla, Charu Khosla a Jason Moss začali v roce 2010 zachraňovat toulavé kočky, starat se o ně, pečovat o jejich zdraví a nabízet je k adopci.
Po ohromující odezvě na koncept kočičí kavárny pak zakladatelé v roce 2015 otevřeli kavárnu Cat Café Studio. Dnes se z ní stalo velké adopční centrum. Kavárna je soběstačným sociálním podnikem, výtěžek z kavárny jde na péči a usnadnění adopce zachráněných koček. Za návštěvu jejich „kočičího prostoru“, kde lze s kočkami trávit neomezený čas, se vybírá vstupné ve výši 200 rupií, přičemž tento poplatek přispívá na péči o kočky.
Studio Cat Café má také vyhrazený ateliér The Art Studio, kde mohou pořádat akce různí umělci. Každoročně také pořádají několik velkých oslav při příležitosti Valentýna, Mezinárodního dne koček, Diwali a Vánoc a také akce zaměřené na osvětu ohledně adopcí, které navíc mohou sloužit k získávání finančních prostředků.